# Nectadamas diomedeae
Nectadamas diomedeae är en nässeldjursart som först beskrevs av Bigelow 1911.  Nectadamas diomedeae ingår i släktet Nectadamas och familjen Prayidae. Inga underarter finns listade i Catalogue of Life.